# Earl Bell
Earl Bell, född den 25 augusti 1955 i Panamakanalzonen, är en amerikansk före detta friidrottare som tävlade i stavhopp.
Bells genombrott kom när han 1976 hoppade 5,67 vilket var två centimeter högre än det då gällande världsrekordet. Emellertid hade han rekordet i bara en månad innan landsmannen Dave Roberts överträffade hans rekord då han hoppade 5,70. Samma år deltog Bell även vid Olympiska sommarspelen 1976 där han slutade på en sjätte plats. 
Eftersom USA bojkottade de Olympiska sommarspelen 1980 blev nästa större mästerskap Olympiska sommarspelen 1984 då han slutade delad trea med höjden 5,60. Han blev även silvermedaljör vid inomhus-VM 1987 i Indianapolis. Han deltog även vid VM 1987 då han slutade på femte plats med ett hopp på 5,70. Hans sista stora mästerskap var Olympiska sommarspelen 1988 då han slutade fyra.
Efter karriären har han arbetat som friidrottstränare åt bland annat Jeff Hartwig.

## Personligt rekord
- Stavhopp - 5,87 meter